# Cantó de Marcilhac
El Marcilhac (occità) o Marcillac-Vallon (francès) és un cantó francès al districte de Rodés del departament de l'Avairon Té 10 municipis i el cap cantonal és Marcillac-Vallon.

## Municipis
- Balsac
- Claravals
- Marcillac-Vallon
- Moret de Dordon
- Muret del Castèl
- Nòuviala
- Prunas
- Sent Cristòfa
- Las Salas del Comtal
- Valadin

## Història
| Data d'elecció                           | Identitat          | Partit | Qualitat |
| ---------------------------------------- | ------------------ | ------ | -------- |
| 1895-1930                                | Henri Jaudon       |        |          |
| 1930-1945                                | Jean Jaudon        |        |          |
| 1945-1967                                | Jean Auzel         |        |          |
| 1967-1992                                | Henri Périé        | RPR    |          |
| 1992-2004                                | Joseph Monestier   | UDF    |          |
| 2004-                                    | Anne Gaben-Toutant | PS     |          |
| les dades anteriors no són pas conegudes |                    |        |          |
|                                          |                    |        |          |

## Demografia
| 1962  | 1968  | 1975  | 1982  | 1990  | 1999  | 2006  |
| ----- | ----- | ----- | ----- | ----- | ----- | ----- |
| 6.265 | 7.001 | 7.134 | 7.580 | 7.732 | 8.448 | 9.283 |